# Ракетные катера типа «Барзан»
Barzan — класс быстроходных ударных катеров, спроектированный в Великобритании для ВМС Катара; также известен как Super Vita.

## История
Катера класса Barzan были заказаны ВМС Катара в 1992 году. Для постройки 4 кораблей этого класса была выбрана компания Vosper Thornycroft. Были построены четыре корабля: QENS Barzan, QENS Huwar, QENS Al Udied и QENS Aldeebel.
О заключении контракта объявлено 4 июня 1992 г. Строительство начато 20 июля 1993 г. Контракт с MBDA на поставку ракет Exocet MM40 подписан в апреле 2010 г.
ВМС Украины
Во время визита президента Украины В. А. Зеленского в Великобританию (7-8 октября 2020 года) была достигнута договоренность о выделении Украине кредита в 1,25 млрд фунтов сроком на 10 лет на поставку восьми ракетных катеров класса «Barzan» для ВМФ Украины.

## Конструкция
Корпус катера стальной, надстройка — из алюминия. Систему управления и электрооборудование разработала компания Vosper Thornycroft (ныне BAE Systems Surface Ships).
Вооружение включает две счетверенные пусковые установки для противокорабельных ракет MM40 Exocet Block III, расположенные за передней надстройкой. Ракета низколетящая, управляется инерционным автопилотом на маршевом участке траектории и активной радиолокационной головкой самонаведения на терминальном. Дальность стрельбы до 180 км, скорость 0,9 М, масса боевой части 165 кг.
Корабль также вооружен 6-контейнерной пусковой установкой Matra Sadral для зенитных ракет Mistral, расположенной на крыше в кормовой части надстройки. Ракета имеет инфракрасное самонаведение, дальность стрельбы 4 км, масса боевой части 3 кг. 
В носовой части корабля части установлена морская пушка OTO Melara 76-мм/62 Super Rapid, дальность стрельбы 16 км, скорострельность 120 выстр./мин, масса снаряда 6 кг. 
На корме находится 30-мм семиствольный зенитный артиллерийский комплекс Signaal Goalkeeper со скорострельностью 4200 выстр./мин и дальностью стрельбы до 2 км. Также имеется два 12,7-мм пулемёта.
Корабль Оснащен четырьмя дизельными двигателями MTU 20V 538 TB93 суммарной мощностью 18 740 л. с. Максимальная скорость — 35 узлов; максимальная дальность автономного плавания — 1800 морских миль при 12 узлах хода. Ход обеспечивается четырьмя винтами.

## Корабли
| Номер | Название  | Верфь                            | Заложен | Спущен     | В строю    | Статус  |
| ----- | --------- | -------------------------------- | ------- | ---------- | ---------- | ------- |
| Q04   | Barzan    | Vosper Thornycroft (Саутгемптон) | 02.1994 | 01.04.1995 | 09.05.1996 | В строю |
| Q05   | Huwar     | Vosper Thornycroft (Саутгемптон) | 08.1994 | 15.07.1995 | 10.06.1996 | В строю |
| Q06   | Al Udeid  | Vosper Thornycroft (Саутгемптон) | 03.1995 | 21.03.1996 | 16.12.1996 | В строю |
| Q07   | Al Deebel | Vosper Thornycroft (Саутгемптон) | 08.1995 | 31.08.1996 | 03.07.1997 | В строю |